# Vittensø
Vittensø (dansk) eller Wittensee (tysk) er en sø i det nordlige Tyskland, beliggende i Hytten Bjerge i Sydslesvig. Søen er beliggende få kilometer sydvest for Egernførde. Søens areal er på 940 ha. Dens maksimale dybde er 20,5 m. Ved søens bred ligger landsbyerne Lille og Store Vittensø.
54°23′9″N 9°45′33″Ø / 54.38583°N 9.75917°Ø